# 中井啓輔
中井 啓輔（なかい けいすけ、1936年1月29日 - ）は、日本の俳優。東京市出身。本名は同じ。

## 来歴・人物
日本大学卒業。
かつては劇団民藝、劇団俳優小劇場、株式会社田村企画に所属していた。
1960年代から現代劇や時代劇問わず、悪役を中心に名脇役として活躍。また特撮などのアクションドラマにも数多く出演している。

## 出演

### テレビドラマ
- 失踪（1962年、NHK）
- 創作劇場 / 失楽園（1963年、NHK教育） - 井出
- 事件記者 第311話「裏切り」（1964年、NHK）
- 風雪 第6回「郵便往来」（1964年） - 富士五九郎
- アイウエオ（1967年、NHK） - 塚田 ※中井啓介と誤表記
- 七人の刑事（TBS） 
  - 第1シリーズ 第133話「警官殺し」（1964年）
  - 第2シリーズ
    - 第6話「家族会議・母」（1964年）
    - 第173話「ブランコと老人」（1967年）
- ザ・ガードマン（TBS / 大映テレビ室）
  - 第115話「死を占う少女」（1967年）
  - 第127話「現金強奪作戦」（1967年）
  - 第169話「替玉旅行は殺人がいっぱい」（1968年）
  - 第240話「生きては帰れぬ地獄トリデ」（1969年）
  - 第257話「空から来た殺人部隊」（1970年）
  - 第268話「荒野の殺人ラリー」（1970年）
  - 第282話「怪談・満月の夜は狼女が狂う」（1970年）
  - 第285話「ひばりの愛の逃亡姉妹」（1970年）
  - 第315話「危険な18歳の奥さん」（1971年）
  - 第320話「ボウリング場殺人事件」（1971年）
- 東芝日曜劇場
  - 「夜の眼」（1967年） - 私服警官
  - 「前進せよ!」（1968年） - 竹田経理課長
- お庭番（1968年、NTV）
- 風 第40話「刀の中の顔」（1968年、TBS / 松竹）
- 戦え! マイティジャック 第6話「マイティー号でぶちかませ!」（1968年、CX / 円谷プロ） - Q1号
- 三匹の侍 第6シリーズ 第2話「噛ませ犬」（1968年、CX） - 上田仙十郎
- 怪奇大作戦 第9話「散歩する首」（1968年、TBS / 円谷プロ） - 大学研究員
- 孤独のメス（1969年、TBS / 国際放映） - 松井
- 鬼平犯科帳（NET / 東宝）
  - 第1シリーズ
    - 第12話「妖盗葵小僧」（1969年） - 日野屋手代・幸次郎
    - 第36話「白痴（こけ）」（1969年） - 又蔵
    - 第65話「おしろい猫」（1970年） - 砂取の伝蔵

  - 第2シリーズ 第2話「猫じゃらしの女」（1971年） - 小助
- キイハンター（TBS / 東映）
  - 第81話「花模様の死刑台」（1969年）
  - 第93話「女王陛下オー! 発狂一分前」 (1970年)
  - 第95話「俺は世界の賞金稼ぎ」（1970年）
  - 第96話「死刑結婚式」（1970年）
  - 第110話「首のない紳士の殺人計画」（1970年）
  - 第114話「乾杯! 殺人スコッチ!」（1970年）
  - 第127話「殺し屋どもの死亡広告クラブ」（1970年）
  - 第146話「007座席指定は殺人超特急」（1971年）
  - 第156話「世界殺人結社ただ今到着」（1971年）
  - 第173話「首のない女と男の戦争」（1971年） - 寺田
  - 第186話「さらば 縛り首の木の下に立つ女」（1971年）
  - 第215話「真夜中のキッスは殺しの招待状」（1972年）
  - 第222話「東京－札幌殺しの為の56分」（1972年） - 喫茶店プラザのマスター
  - 第238話「それ行け! ギャングとスパイの大追跡」（1972年）
  - 第253話「女体に捧げる犯罪」（1973年） - 折原徹
- 特別機動捜査隊（NET / 東映）
  - 第384話「転落のメロディー」（1969年） - 雨宮
  - 第466話「十年目の事件」（1970年） - 志水
  - 第557話「芸者雪子の場合」（1972年） - 片桐
  - 第562話「真夏の逃亡者」（1972年） - 支配人
  - 第784話「ドキュメント逃亡」（1976年） - 高梨勝哉
- 大江戸捜査網（12ch / 三船プロ）
  - 第4話「火を吐く幻の罠」（1970年） - 直訴する農民 与平
  - 第135話「男の涙」（1974年） - 辰造
  - 第232話「江戸に吹く凶悪の嵐」（1976年） - 左平次
  - 第310話「遊女流転! 女義賊の謎」（1977年） - 松田
  - 第348話「赤児暗殺泣き笑い騒動」（1978年） - 立花新之助
  - 第391話「大奥の紅い陰謀」（1979年） - 神崎
  - 第436話「そこつ長屋に春が来た」（1980年） - 工藤
  - 第448話「悲恋 女隠密怒りの叫び」（1980年） - 早坂十内
- 柳生十兵衛 （CX / 東映） - 田中大八
  - 第3話「片眼剣法」（1970年）
  - 第16話「三九郎故郷へ帰る」（1971年）
- 天皇の世紀（ABC / 国際放映） 
  - 第7回「黒い風」（1971年） - 伊牟田尚平
  - 第二部 第10回「龍馬と薩長連合 客の座」（1973年） - 桂小五郎
- 遠山の金さん捕物帳 （NET / 東映）
  - 第25話「幽霊に好かれた男」（1970年） - 甲助
  - 第36話「寝返った女」（1971年） - 門脇主税介
  - 第59話「次郎長を振った女」（1971年） - 深町秋庵
  - 第128話「殺しを見られていた男」（1972年） - 人形町の平吉
  - 第159話「かわいそうな女」（1973年）
- 大忠臣蔵 第31話「男の盟約」（1971年、NET / 三船プロ） - 勘六
- 怪奇十三夜 第5話「髑髏妻の怪」（1971年、日本テレビ）- 善次
- 人形佐七捕物帳 第23話「悲恋短冊」（林与一版、1971年、NET） - 石森源之丞
- 清水次郎長（1972年、CX /  東映/ タケワキプロ）
  - 第36話「情けが仇の殴り込み」 - 木枯らしの喜造
  - 第48話「石松なぜ死んだ」、第49話「石松かたきは討ったぞ」 - 常吉
- 火曜日の女シリーズ
  - 「幻の女」（1971年）
  - 「いとこ同志」（1972年）
  - 「男と女と」（1973年、国際放映） - 森川
- 仮面ライダーシリーズ（MBS / 東映）
  - 仮面ライダー 第50話「怪人カメストーンの殺人オーロラ計画」（1972年） - ロバート田中（カメストーン人間態）
  - 仮面ライダーV3 第32話「鬼火沼の怪 ライダー隊全滅!?」（1973年） - 伊藤
  - 仮面ライダーX 第26話「地獄の独裁者ヒトデヒットラー!!」（1974年） - 江川孝夫博士
- 荒野の素浪人 第16話「暗殺 情無用の死人沢」（1972年、NET / 三船プロ） - 杉下剛之進
- 太陽にほえろ! （NTV / 東宝）
  - 第17話「俺たちはプロだ」（1972年） - 島岡良太
  - 第36話「危険な約束」（1973年） - 瀬木宏造（城北署警部補）
  - 第79話「鶴が飛んだ日」（1974年） - 高橋
  - 第107話「光のなかを歩め」（1974年） - 矢部
  - 第136話「生命を燃やす時」（1975年） - 矢野宏一
  - 第182話「ボディガード」（1976年） - 矢野巡査（南署）
  - 第223話「あせり」（1976年） - 城西署刑事
  - 第305話「勲章」（1978年） - 城南署係長
  - 第414話「島刑事よ、永遠に」（1980年） - 森川社長
  - 第508話「ドックと天使」（1982年） - 河村憲三
  - 第535話「ボギーのいちばん長い日」（1982年） - 矢野健一（弁護士）
  - 第644話「七曲署全員出動・狙われたコンピューター」（1985年） - 梶山支店長
- 大岡越前（TBS / C.A.L）
  - 第3部 第11話「夜の奉行」（1972年8月21日） - 佐七
  - 第4部 第9話「母子しぐれ」（1974年12月2日） - 菅野源八郎
  - 第6部 第1話（1982年3月8日） - 中山素道
- 銭形平次（CX / 東映）
  - 第370話「母子草」（1973年） - 和泉屋主人与平
  - 第389話「秋立つ夜に」（1973年） - 富蔵
  - 第418話「扇屋おわか」（1974年） - 武蔵屋久右衛門
  - 第512話「男は度胸か愛嬌か」（1976年） - 利助
  - 第553話「人形は見ていた」（1976年） - 与助
  - 第566話「奇妙なお礼参り」（1977年） - 治助
  - 第600話「陽にそむく女」（1977年） - 銀蔵
  - 第736話「闇の商人」（1980年） - 藤助
- ファイヤーマン 第1話「ファイヤーマン誕生」、第2話「武器は科学だ S・A・F」（1973年、NTV / 円谷プロ） - シーマリン号乗員
- ジキルとハイド 第4話「記憶の恐怖」（1973年、CX / 東宝）
- 恐怖劇場アンバランス 第11話「吸血鬼の絶叫」（1973年、CX / 円谷プロ） - 広川一雄
- 水戸黄門（TBS / C.A.L）
  - 第4部 第9話「ごますり剣法免許皆伝 -山形-」（1973年3月19日） - 浪人
  - 第7部 第15話「大見得きった偽黄門 -酒田-」（1976年8月30日） - 新堀源八郎
  - 第9部
    - 第3話「狐が唄った相馬盆唄 -相馬-」（1978年8月21日) - 役人
    - 第23話「からくりお茶壺道中 -甲府-」（1979年1月8日） - 桐本仁介

  - 第10部 第24話「襲われた中馬街道 -韮崎-」（1980年1月28日） - 役人・平田
- 非情のライセンス（NET / 東映）
  - 第1シリーズ 第19話「兇悪の夢」（1973年） - 寺本
  - 第2シリーズ
    - 第19話「兇悪の十字架」（1975年） - 三田村秀次
    - 第82話「兇悪の捜査」（1976年） - 荒木
- 荒野の用心棒 第10話「兇悪の罠が欲望の野に仕掛けられて…」（1973年、NET / 三船プロ） - 土岐雄之進
- 必殺シリーズ（ABC / 松竹）
  - 必殺仕置人 第18話「備えはできたいざ仕置」（1973年）- 大工・佐吉
  - 助け人走る 第13話「生活大破滅」（1974年） - 半次郎
  - 必殺必中仕事屋稼業 第22話「脅して勝負」（1975年） - 佐八
  - 必殺からくり人 第2話「津軽じょんがらに涙をどうぞ」（1976年） - 大蔵屋番頭・長右ヱ門
  - 必殺仕事人
    - 第73話「断絶技激走! 一直線刺し」（1980年） - 藤兵衛
    - 第84話「散り技仕事人危機激進斬り」（1981年） - 内与力・川野勘兵衛

  - 新・必殺仕事人
    - 第14話「主水 悪い夢を見る」（1981年）- 絵師・住吉茂信
    - 第30話「主水 御用納めする」（1981年）- 武蔵屋

  - 必殺仕事人III 第34話「大名になったのは同級生」（1983年） - 恩田
  - 必殺仕事人IV 第9話「主水 晩めしをすっぽかされる」（1983年） - 庄兵衛
  - 必殺仕事人V 第22話「主水、イッキ飲みする」（1985年） - 梶原
  - 必殺仕事人V・風雲竜虎編 第6話「替え玉お見合い騒動」（1987年） - 夏目喜内
- 木曽街道いそぎ旅 第10話「御嶽宿に嫁いだ女」 (1973年、CX / C.A.L)
- 江戸を斬る 梓右近隠密帳 第5話「和蘭陀囃子の謎」（1973年、TBS / C.A.L） - 丸茂平八
- 遠山の金さん捕物帳 第6話「弥太郎初恋ざんげ」（1973年、NET / 東映） - 大沢武兵ヱ
- 科学捜査官 第6話「殺意の年輪」（1973年、KTV / 松竹） - 科捜研・松井技官
- 刑事くん 第2部 第40話「夕焼け小焼け」（1974年、TBS / 東映） - 久保刑事(警視庁保安二課)
- 大河ドラマ（NHK）
  - 勝海舟（1974年） - 後藤象二郎
  - 元禄太平記（1975年） - 早水藤左衛門
  - 花神（1977年） - 小寺陶平
  - 草燃える（1979年） - 牧時親
  - 徳川家康（1983年） - 蜂須賀小六
  - 信長 KING OF ZIPANGU（1992年） - 堀田道空
  - 炎立つ（1993年） - 藤原康貞
  - 花の乱（1994年） - 畠山徳本入道
- おしどり右京捕物車 第6話「奪」他（1974年、ABC / 松竹） - 岡っ引亀造（準レギュラー））
- バーディー大作戦 （TBS / 東映）
  - 第7話「スター連続殺人事件」（1974年） - 宮沢
  - 第23話「SOS黒猫と幻の女」（1974年）
  - 第54話「バーディー真昼に死す」（1975年）
- ザ・ボディガード 第6話「狙われた人妻」（1974年、NET / 東映） - 森
- 八州犯科帳 第9話「女坂から来た女」（1974年、CX / C.A.L） - 源太
- 編笠十兵衛（1974年 - 1975年、CX / 東映） - 大高源吾（準レギュラー）
- 座頭市物語 第1話「のるかそるかの正念場」（1974年、CX / 勝プロ）
- 斬り抜ける 第11話「女が闘うとき」（1974年、ABC / 松竹） - 小寺甚内
- ご存じ金さん捕物帳 第10話「阿波おどり見参」 (1974年、NET / 東映)
- 伝七捕物帳（NTV / ユニオン映画）
  - 第53話「情の火花に散る涙」（1974年） - 長次
  - 第139話「とんだ火の粉の後始末」（1977年） - 源助
- 鬼平犯科帳'75 第2話「雨隠れの鶴吉」（1975年、NET / 東宝） - 貝月の音五郎
- 破れ傘刀舟悪人狩り 第21話「口八丁仁義」（1975年、NET / 三船プロ） - 矢沢剛之進
- 俺たちの勲章 第13話「誘拐」（1975年、NTV / 東宝） - 宮坂
- 賞金稼ぎ 第13話「カスバの鬼」（1975年、NET / 東映） - 鳴神の勘蔵
- 剣と風と子守唄 第24話「小さな突撃隊」（1975年、NTV / 三船プロ） - 佐久間重蔵
- ザ★ゴリラ7 第20話「波止場に立つ女」（1975年、NET / 東映)
- 影同心シリーズ（MBS / 東映）
  - 影同心 第24話「男の操は殺し節」（1975年） - 小島
  - 影同心II 第19話「御用地図強奪」（1976年） - 矢部良澄
- 徳川三国志 第17話「黒い米蔵を斬れ!」（1976年、NET / 東映） - 近藤左内
- 夫婦旅日記 さらば浪人 第1話「雨あがる」（1976年、CX / 勝プロ） - 梶山源八
- 遠山の金さん 第36話「惚れた女を裁け!!」（1976年、NET / 東映）
- Gメン'75（TBS / 東映）
  - 第64話「逃亡刑事」（1976年） - 奥野
  - 第241話「囚人護送」（1980年） - 鳴見署次長
- 隠し目付参上 第15話「長崎出島 泣くは異人か混血娘か」（1976年、MBS / 三船プロ） - 木村
- 明治の群像 海に火輪を 第5回「鹿鳴館 条約改正」（1976年、NHK特集） - 和泉直規
- 桃太郎侍（NTV / 東映） ※高橋英樹版
  - 第1話「八百八町罷り通る」（1976年） - 大西虎之助
  - 第35話「鬼がひしめく青梅宿」（1977年） - 小笠原刑部
  - 第77話「男涙のけつねうどん」（1978年） - 仁助
  - 第93話「絵馬堂の家出軍団」（1978年） - 近藤兵庫
  - 第106話「十手持ちにご用心」（1978年） - 大黒屋藤兵衛
  - 第141話「浮世絵美人を狙う鬼」（1979年）- 桑名屋嘉兵衛
  - 第244話「義賊の恋」（1981年） - 太吉
- 破れ奉行（1977年、ABC / 中村プロ）
  - 第5話「暗黒街の紅い花」 - 万吉
  - 第39話「さらば!破れ奉行」 - 森川和泉守
- 日本の戦後 第6回「くにのあゆみ 戦後教育の幕あき」（1977年、NHK特集） - 家永三郎
- 人形佐七捕物帳 （1977年、ANB / 東映） 
  - 第15話「火事を出した幽霊」 - 坂井屋庄兵衛
  - 第28話「護送し損ねた幸福」 - 安木
- 快傑ズバット 第13話「少年殺し屋のバラード」（1977年、12ch / 東映） - 虚無僧三郎太
- ジャッカー電撃隊 第18話「青いうず潮!! 秘密スパイの顔」（1977年、ANB / 東映） - クライムボス
- 俺たちの朝 第29話「ドン底生活と芝居と大馬鹿野郎」（1977年、NTV） - 劇団主宰
- 華麗なる刑事（1977年、CX / 東宝） - 瀬川刑事（準レギュラー）
- 特捜最前線 第14話「過去を撃つ女」（1977年、ANB / 東映）
- 岸辺のアルバム（1977年、TBS） - 中華「喜楽」店長
- 土曜ドラマ 鎌田敏夫シリーズ / 十字路 第二部第2話「富士山麓編 樹海の中の少女」（1978年、NHK）
- 大追跡 第7話「札束と赤いバラ」（1978年、NTV / 東宝） - 松崎刑事
- 透明ドリちゃん 第18話  (1978年、EX / 東映） - 黒木美術館長
- 新・座頭市 第2シリーズ 第12話「雨あがり」（1978年） - 米屋の儀十
- 青春ド真中! 第11話（1978年、NTV / ユニオン映画） - 青木めぐみの父
- 新五捕物帳（NTV / ユニオン映画）
  - 第22話「泣くな夜あけの はぐれ鳥」（1978年） - 前田左兵衛
  - 第136話「嘘か真か観音さま」（1981年） - 又蔵
  - 第161話「女髪結い情け唄」（1981年） - 参次
- 同心部屋御用帳 江戸の旋風IV 第5話「二ツの顔を持つ男」（1978年、CX / 東宝） - 源造
- 死人狩り（1978年、CX / 東宝）
- 江戸の激斗 第7話「激流に消えた男」（1979年、CX / 東宝） - 藤八
- ザ・スーパーガール （12ch / 東映） 
  - 第2話「ピンクの肌は現ナマに燃えた」（1979年） - 明和銀行城北支店次長・山口
  - 第46話「夜の修道院 黒衣に秘めた白い肌」（1980年） - 五十嵐
- 騎馬奉行 第1話「憎い男の初仕事」・第2話「大殺陣! 怒りの刃」（1979年、KTV / 東映）
- 柳生あばれ旅シリーズ （ANB / 東映）
  - 柳生あばれ旅 第10話「地獄屋敷の天使 -掛川-」（1980年） - 弥七
  - 柳生十兵衛あばれ旅 第15話「やわ肌は殺しの罠」（1983年） - 藤井図書
- 江戸を斬るV 第11話「仮面の悪魔は夢じゃない」（1980年、TBS / C.A.L） - 旗本・本多芳之介
- 噂の刑事トミーとマツ（TBS / 大映テレビ）
  - 第1シリーズ 第19話「女抱きつきスリ大騒動」（1980年）
  - 第2シリーズ 第19話「城ヶ島の対決! トミマツVS凶悪軍団」（1982年） - 桑田和央
- 警視-K 第8話「わが子に捧げる犯罪」（1980年、NTV / 勝プロダクション） - ときわ大学・小林教授
- 御宿かわせみ 第7話「七夕の客」（1980年、NHK）
- ザ・ハングマンシリーズ（ABC / 松竹芸能）
  - ザ・ハングマン（1981年）
    - 第18話「大統領の隠し娘」 - 菱星商事専務
    - 第41話「パリから来た殺し屋」 - 加倉井竜二（三和会幹事）

  - 新ハングマン 第11話「娘の真珠を奪ったハレンチ官僚」（1983年） - 山本部長（商務工業省）
- 暴れん坊将軍（ANB / 東映）
  - 吉宗評判記 暴れん坊将軍（1981年）
    - 第144話「男は黙って三下り半」 - 博多屋
    - 第159話「お仲成仏 灯籠ながし」 - 喜平

  - 暴れん坊将軍II
    - 第9話「女泣かせの付けぼくろ」（1983年） - 堺屋藤兵衛
    - 第44話「必殺! 顔のない男」（1984年） - 村上道庵
    - 第88話「お上に怨みの逃がし屋稼業!」（1984年） - 弥兵衛
    - 第123話「秘めた誓いの夢千両!」（1985年） - 佐野兵部

  - 暴れん坊将軍IV 第68話「危うし! 吉宗、妖刀村正騒動」（1992年） - 植村主膳
  - 暴れん坊将軍V
    - 第15話「めおと春秋、涙に夢灯り」（1993年） - 柴崎多聞
    - 第40話「お泣き地蔵の恋」（1994年） - 陣兵衛
- 影の軍団II 第16話「牝蜂は二度刺す」（1982年、関西テレビ）-小沼帯刀
- 同心暁蘭之介 第32話「別れの歌」（1982年、CX / 杉友プロ）
- 時代劇スペシャル / 仕掛人・藤枝梅安 梅安晦日蕎麦（1983年、CX / 東宝） - 中田屋久蔵
- 海にかける虹〜山本五十六と日本海軍（1983年、テレビ東京） - 草鹿龍之介
- あいつと俺 第5話「青春の脅迫者 -釧路-」（1984年、TX / 勝プロ） ※1980年製作
- セーラー服反逆同盟（1986年、NTV / ユニオン映画） - 阿部康治（写真のみ）
- 鬼平犯科帳（CX / 松竹）
  - 第2シリーズ 第1話「おみね徳次郎」（1990年） - 佐倉の吉兵衛
  - 第3シリーズ 第6話「いろおとこ」（1992年） - 市兵衛
  - 第4シリーズ 第13話「老盗の夢」（1993年） - 前砂の捨蔵
  - 第5シリーズ 第10話「浅草・鳥越橋」（1994年） - 白駒の幸吉
  - 第6シリーズ 第8話「男の毒」（1995年） - 伊助
- 銭形平次（CX / 東映）
  - 第2シリーズ 第1話「黒衣の笛」（1992年） - 堺屋
  - 第3シリーズ 第15話「ひょうたん供養」（1993年） - 松庵
- 腕におぼえあり（1992年、NHK） - 鳥居利右衛門

など

### 映画
- 非情学園ワル ネリカン同期生（1974年、東映） - 教務課長
- 新幹線大爆破（1975年、東映） - 哲ちゃん（マネージャー）
- 野性の証明（1978年、角川映画 / 東映） - 戸川主任
- キャバレー（1986年、東宝） - スターダストの客A
- 玄海つれづれ節（1986年、東映） - 金森
- 天と地と（1990年、角川映画 / 東映） - 初老の武士
- YYK論争 永遠の“誤解”（1999年、YYKプロダクション） - カメラマン

### 吹き替え
- オーシャンと十一人の仲間（1967年） - ジョシュ・ハワード / サミー・デイヴィスJr. ※日曜洋画劇場版
- 地上最強の美女 バイオニック・ジェミー 第43話「ジェミー!ロデオ大会で大奮闘」（1977年） - ラドニック / ジェイソン・エバース
- ルーツ2（1979年） - ハリー・オーエンス / ジェラルド・マクレイニー

### ラジオドラマ
- R1放送劇「贈り物の意味」（1963年）
- ラジオ芸術劇場シリーズ
  - 「ノアと不良少年」（1966年）
  - 「帰らない男」（1967年）
- R1文芸劇場シリーズ
  - 「末っ子」（1968年）
  - 「どくとるマンボウ航海記」（1969年）
  - 「老いたる素盞鳴尊」（1969年）
  - 「非常識なラジオ」（1971年）

### 舞台
- 日と火と碑と人（1969年、劇団俳優小劇場公演第28回） - 元治
- 三人姉妹（1995年）
- 渦巻（1995年、1996年）